# Anstisia
Anstisia – rodzaj płazów bezogonowych z rodziny żółwinkowatych (Myobatrachidae).

## Zasięg występowania
Rodzaj obejmuje gatunki występujące w południowo-zachodniej Australii Zachodniej.

## Morfologia
Długość dorosłych osobników około 25 mm; długość kijanek około 20 mm.

## Systematyka

### Etymologia
Anstisia: Marion Anstis (ur. 1948), australijska herpetolożka.

### Podział systematyczny
Do rodzaju należą następujące gatunki:
- Anstisia alba (Wardell-Johnson & Roberts, 1989)
- Anstisia lutea (Main, 1963)
- Geocrinia rosea (Harrison, 1927)
- Geocrinia vitellina (Wardell-Johnson & Roberts, 1989)